# Lajosmizse
Lajosmizse – miasto na Węgrzech, w komitacie Bács-Kiskun, w powiecie Kecskemét.